# William Ophuls
William Ophuls, el seudónimo de Patrick Ophuls, (nacido en 1934) es un científico político, ecologista, investigador independiente y autor estadounidense. Es conocido por su papel pionero en el movimiento medioambiental moderno. Su trabajo se centra en algunos de los factores ecológicos, sociales y las implicaciones políticas de la moderna civilización industrial.

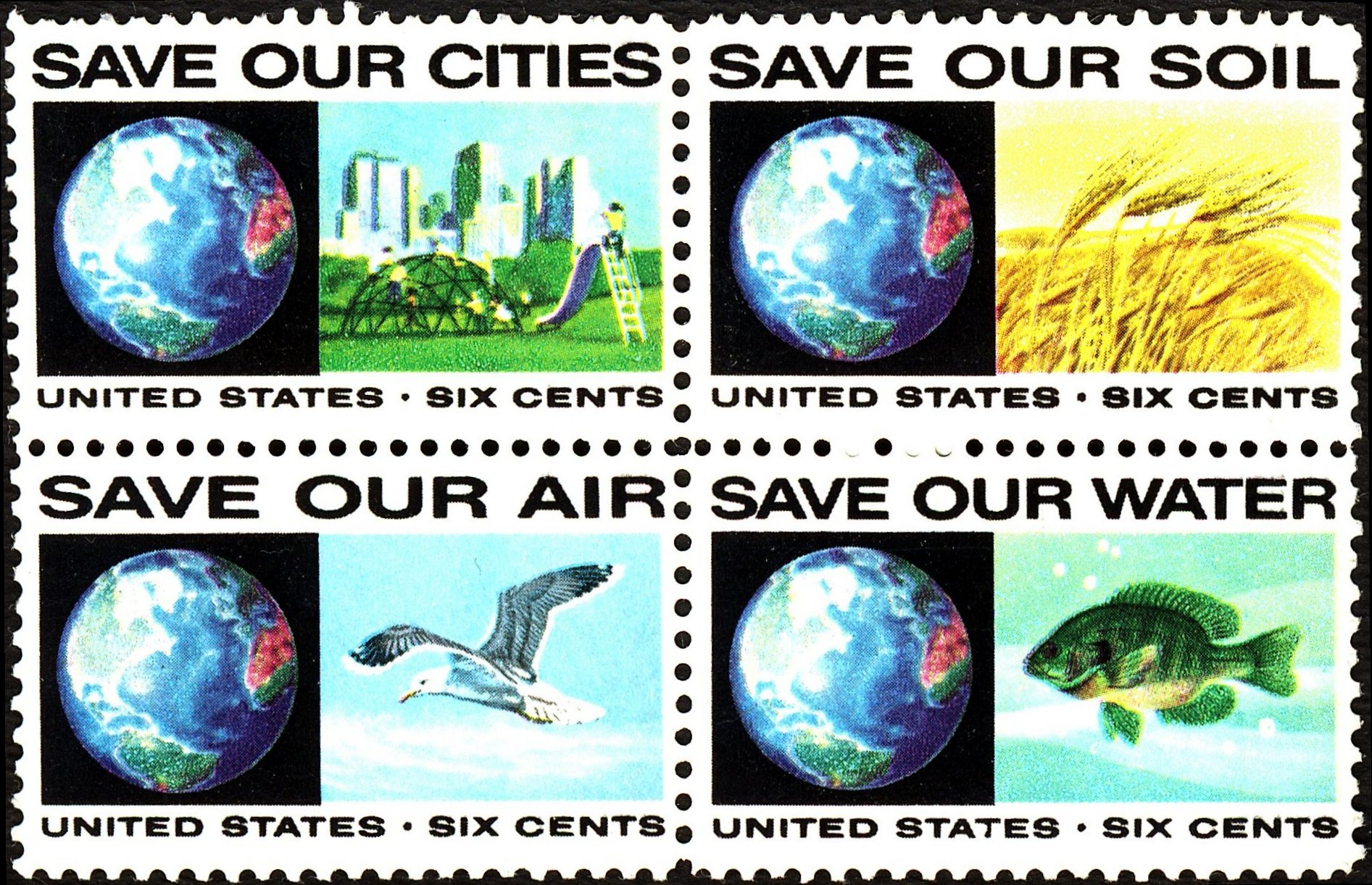
Sellos de la década de 1970

## Trayectoria

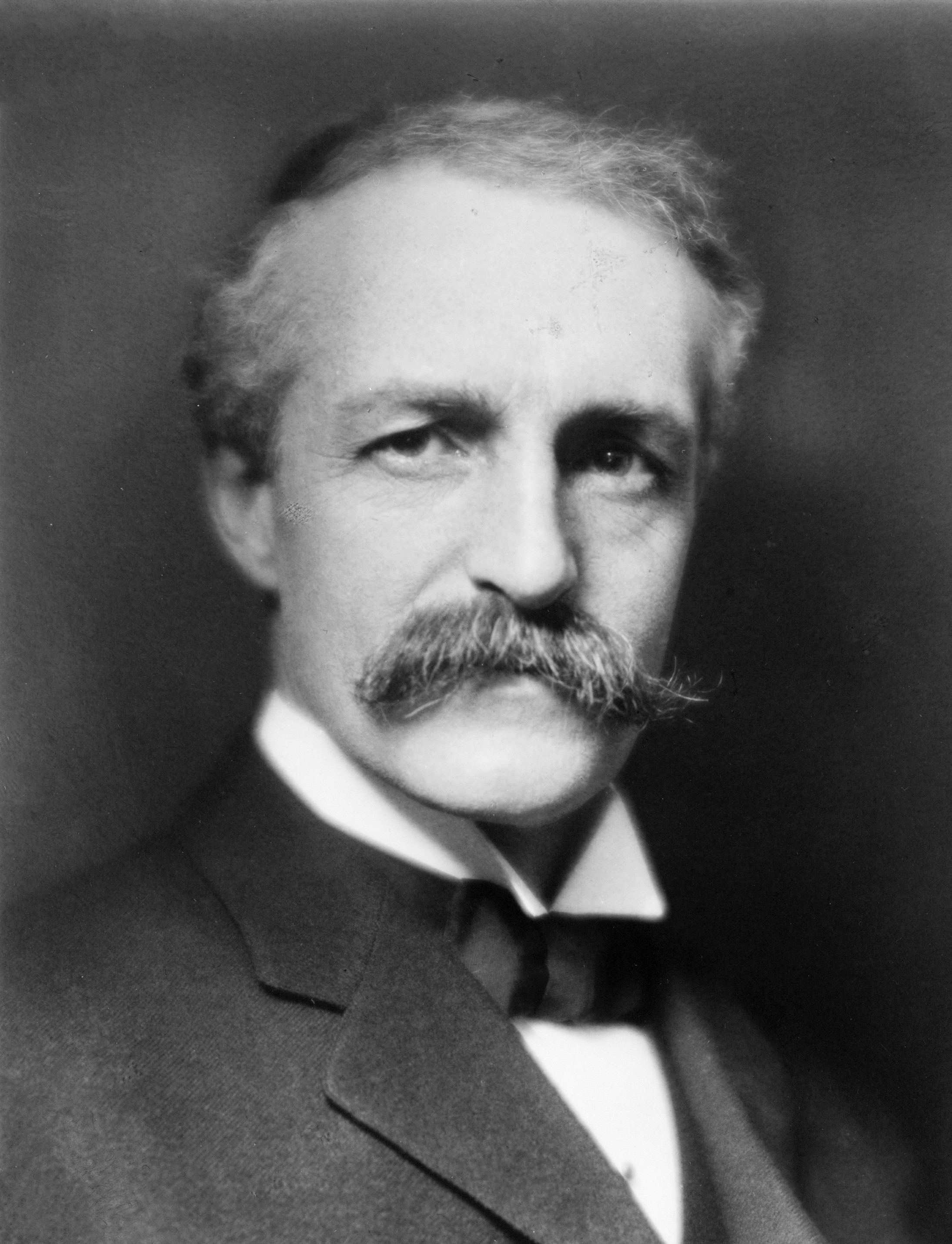
Gifford Pinchot

Nacido en 1934, Ophuls obtuvo su AB en Estudios Orientales de la Universidad de Princeton en 1955. Dieciocho años más tarde, en 1973, obtuvo su Doctorado en Ciencias Políticas de la Universidad de Yale.
Después de su graduación de Princeton, Ophuls sirvió en la Guardia Costera de los EE. UU. como oficial durante cuatro años. Luego de ser dado de baja del ejército, sirvió durante los siguientes ocho años en el Servicio Exterior de los Estados Unidos en las embajadas en Costa de Marfil y Japón. Después de su graduación de Yale en 1973, dio conferencias en la Northwestern University y la Oberlin University por un corto período. Después, se estableció como un erudito y autor independiente. [4]
Ophuls fue galardonado con el Premio Sprout de la International Studies Association por su libro de 1977, Ecology and the Politics of Scarcity. En 1992, este último trabajo fue publicado en una edición revisada. Esta obra recibió el Premio Kammerer de la American Political Science Association.

## Papel en el movimiento ambiental moderno

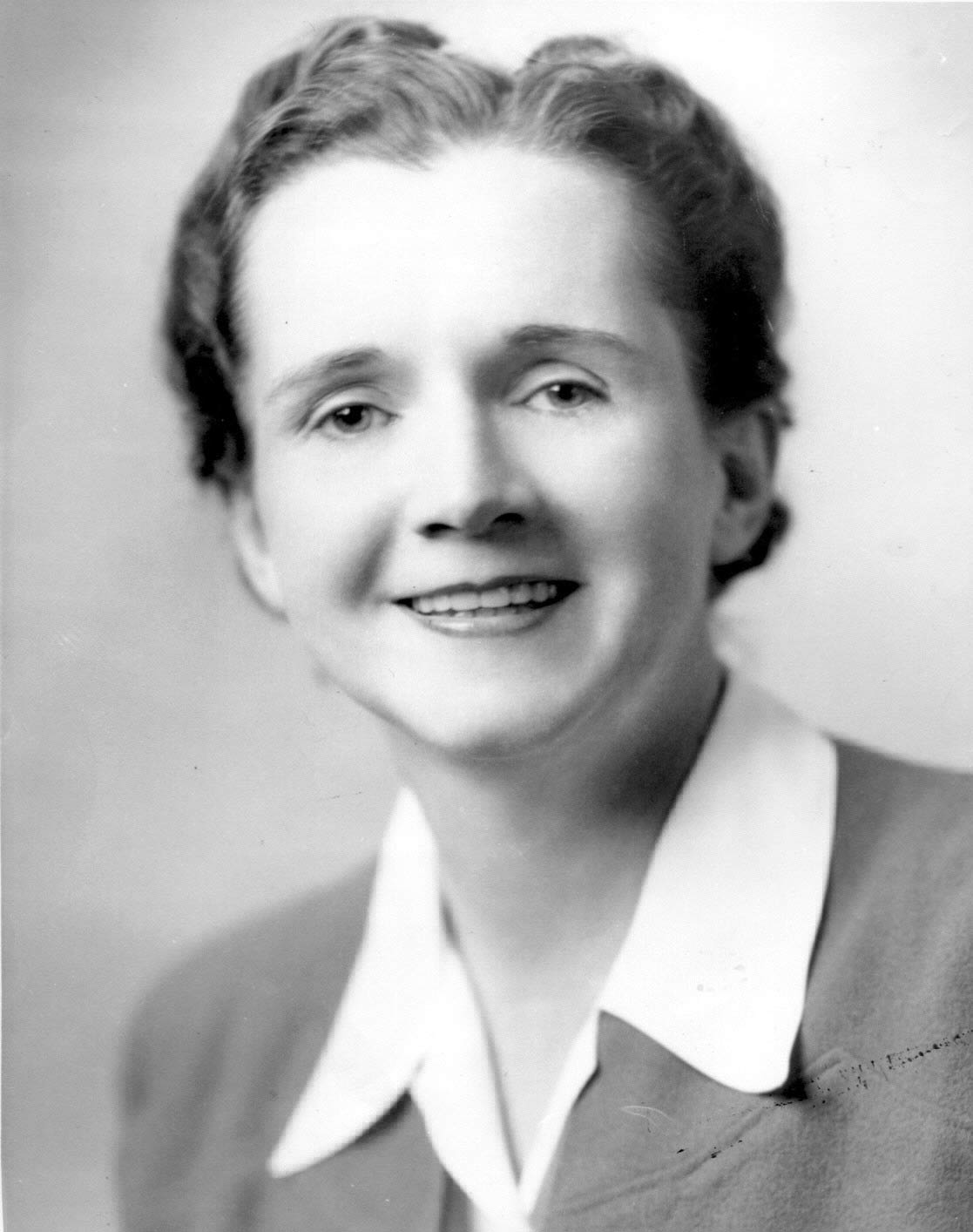
Rachel Carson

Ophuls desempeñó un papel en la aparición del movimiento ambientalista moderno. El precursor de este movimiento en los Estados Unidos fue el movimiento de conservación de principios del siglo XX, asociado con el presidente Theodore Roosevelt y Gifford Pinchot. Este fue el período en que se formó el Servicio Forestal de EE. UU. y comenzó la preocupación pública por la protección del consumidor, que se resumió con la publicación de The Jungle, de Upton Sinclair.
Los orígenes del movimiento ecologista moderno se produjeron en los Estados Unidos con la publicación de Silent Spring, de Rachel Carson, que señalaba los peligros del uso de pesticidas y aumentaba la preocupación por el medio ambiente en general. Carson argumentó que la naturaleza merecía protección humana y se refirió a los pesticidas como la bomba atómica para los insectos. Ella declaró que estos pesticidas se desplazarían a través del medio ambiente dañando a los seres humanos y la naturaleza y pensaba que deberían usarse con prudencia. El trabajo de Carson jugó un papel importante en el activismo ambiental que más adelante se produciría.
Junto con las críticas al uso indebido de la tecnología de figuras como William Ophuls, Barry Commoner y Garrett Hardin, la ineficacia y la crítica de la Ley de Aire Limpio y la Ley de Agua Limpia de la década de 1960 dieron un impulso floreciente al movimiento ecologista.

## Obras

### ¿Leviatán o el olvido?, 1973

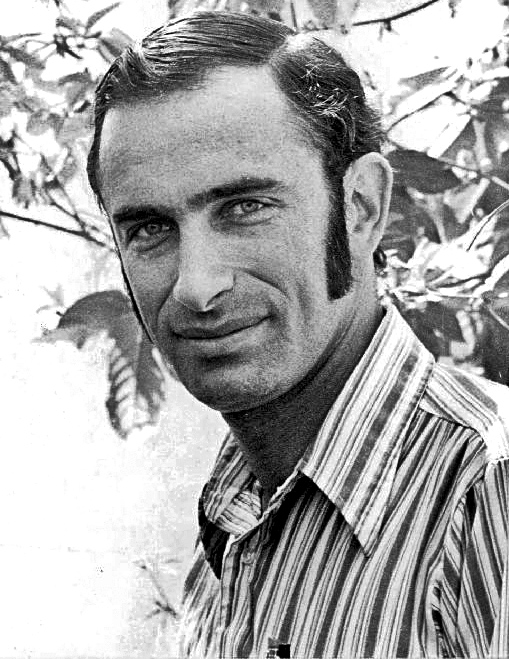
Paul Ehrlich - 1974

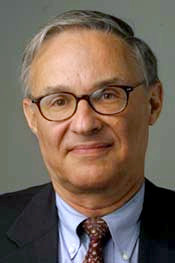
Leon Kass

Con el ensayo, titulado "¿Leviatán o el olvido?", Ophuls contribuyó a la influyente antología de 1973, Hacia una economía de estado estable, editada por Herman Daly. Otros escritores y temas en la edición de 1973 se incluyen:
- Nicholas Georgescu-Roegen en "la Ley de La Entropía y el Problema Económico."
- Preston Cloud sobre los recursos minerales.
- Paul R. Ehrlich y John Holdren sobre la población.
- Leon R. Kass en bioética.
- Kenneth E. Boulding en la "Economía de la llegada de la Nave espacial de la Tierra."
- Garrett Hardin con el artículo, "La Tragedia de los Comunes."
- Herman Daly en el estado estacionario de la economía, y el ensayo, "energía Eléctrica, empleo, y crecimiento económico: un estudio de caso en growthmania."
- Warren A. Johnson, sobre la garantía de ingresos como una medida ambiental.
- Richard England y Barry Bluestone en ecología y el conflicto social.
- E. F. Schumacher en "Lo Pequeño es Hermoso", título de su libro, publicado en 1973.
- Walter A. Weisskopf en el crecimiento económico versus equilibrio existencial.
- Jørgen Randers y Donella Meadows sobre la capacidad de carga del medio ambiente.
- John B. Cobb en la ecología, la ética y la teología.
- C. S. Lewis en "La Abolición del Hombre", un extracto de su libro del mismo nombre de 1943.

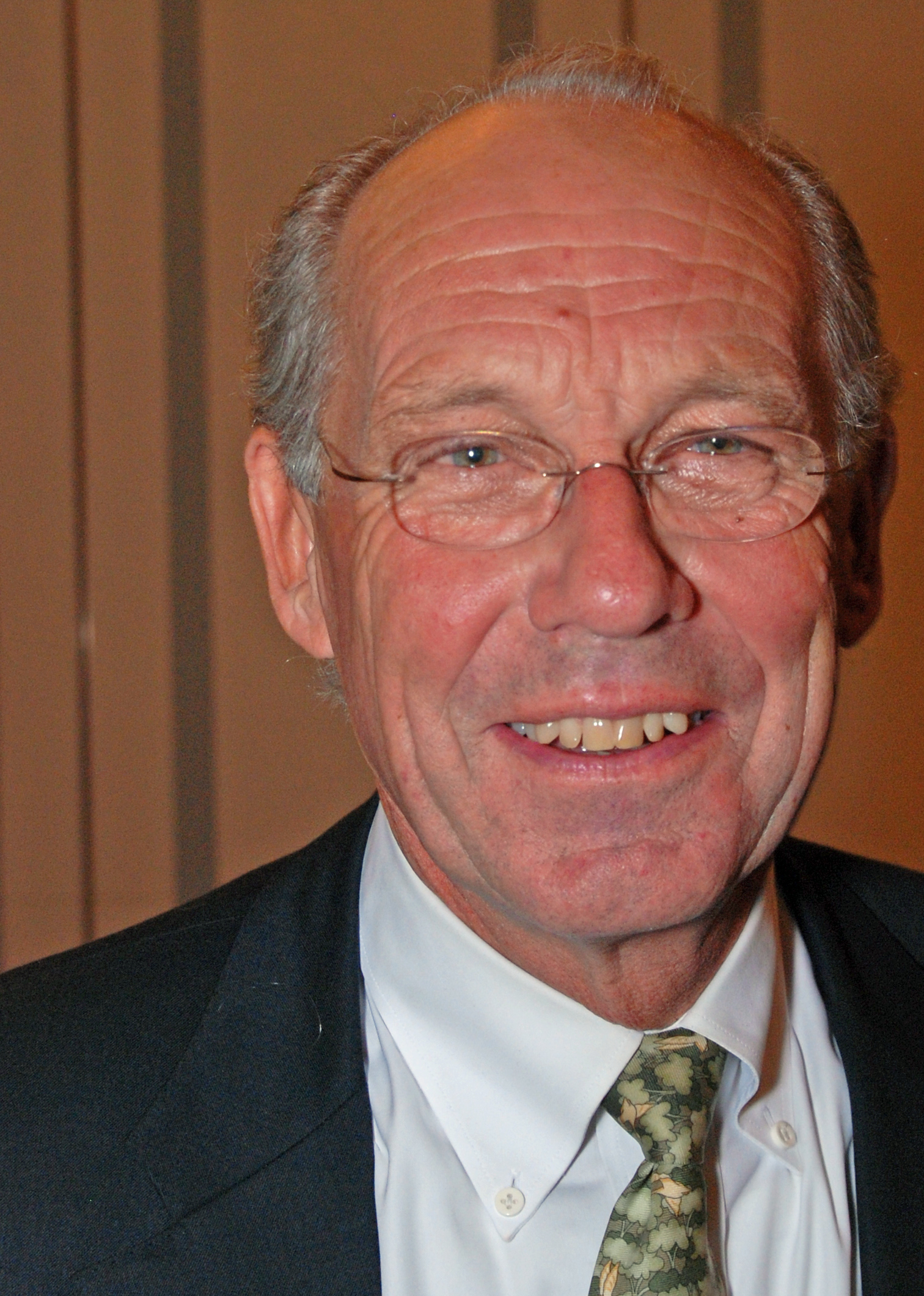
Jørgen Randers

### Desafíos democráticos para abordar los problemas ambientales
En la década de 1970, Ophuls comentó sobre el papel de las democracias liberales en el tratamiento de los problemas ambientales. La relación entre política y medio ambiente es compleja. El cambio climático es lento, en relación con los ciclos políticos de liderazgo en las democracias electorales, lo que impide las respuestas de los políticos que son elegidos y reelectos en escalas de tiempo mucho más cortas.
Responder eficazmente al calentamiento global requiere alguna forma de gobernanza ambiental internacional para lograr objetivos compartidos relacionados con el consumo de energía y el uso del medio ambiente. El cambio climático complica la ideología y la práctica política, y afecta las concepciones de la responsabilidad de las sociedades futuras y los sistemas económicos. La desigualdad material entre las naciones hace que las soluciones tecnológicas sean insuficientes para la mitigación del cambio climático. Más bien, las soluciones políticas pueden navegar las particularidades de varias facetas de la crisis ambiental. Las estrategias de mitigación del cambio climático pueden estar en desacuerdo con las prioridades democráticas de prosperidad, progreso y soberanía del estado, y en su lugar subrayan una relación colectiva con el medio ambiente.
La comunidad política internacional se basa actualmente en principios liberales que priorizan las libertades individuales y los sistemas capitalistas que dificultan las respuestas climáticas rápidas y ambiciosas. El liberalismo de los grupos de interés se guía por las prioridades humanas individuales. Los grupos que no pueden expresar su propio interés, como las minorías sin sufragio o los no humanos, no están incluidos en el compromiso político. Abordar las crisis ambientales puede verse obstaculizado cuando los ciudadanos de las democracias liberales no ven que los problemas ambientales impacten sus vidas, o cuando carecen de educación para evaluar la importancia del problema. Los beneficios humanos de la explotación y protección ambiental compiten. Teniendo en cuenta las implicaciones de la degradación ecológica para las futuras generaciones humanas, puede dar lugar a preocupaciones ambientales en la política democrática liberal antropocéntrica.
Ophuls (1977) postula que las democracias liberales no son aptas para abordar los problemas ambientales, y que la priorización de estos desafíos implicaría una transición hacia formas de gobierno más autoritarias. Otros lo contrarrestan al señalar los éxitos pasados de los movimientos de reforma ambiental para mejorar la calidad del agua y del aire en las sociedades liberales. En la práctica, el ambientalismo puede mejorar la democracia en lugar de necesitar su fin, mediante la expansión de la participación democrática y la promoción de innovaciones políticas.

### Ecología y la política de la escasez, 1977
En el prefacio de su libro de 1977 Ecología y la política de la escasez, Ophuls declaró la intención de su trabajo:
   "Este trabajo está diseñado para mostrar que los valores políticos y las instituciones estadounidenses están muy mal adaptados a la era de escasez ecológica que ya ha comenzado. Por lo tanto, es casi en su totalidad una crítica. Por supuesto, ciertos principios políticos generales que probablemente tendrán que formar la base de nuestra vida comunitaria en esta nueva era parecen surgir naturalmente de la crítica, y el capítulo final los discute. Sin embargo, no hago ningún esfuerzo sistemático para proporcionar respuestas institucionales o para tratar el problema de implementar un conjunto radicalmente diferente de valores políticos."
Además, Ophuls argumentó que

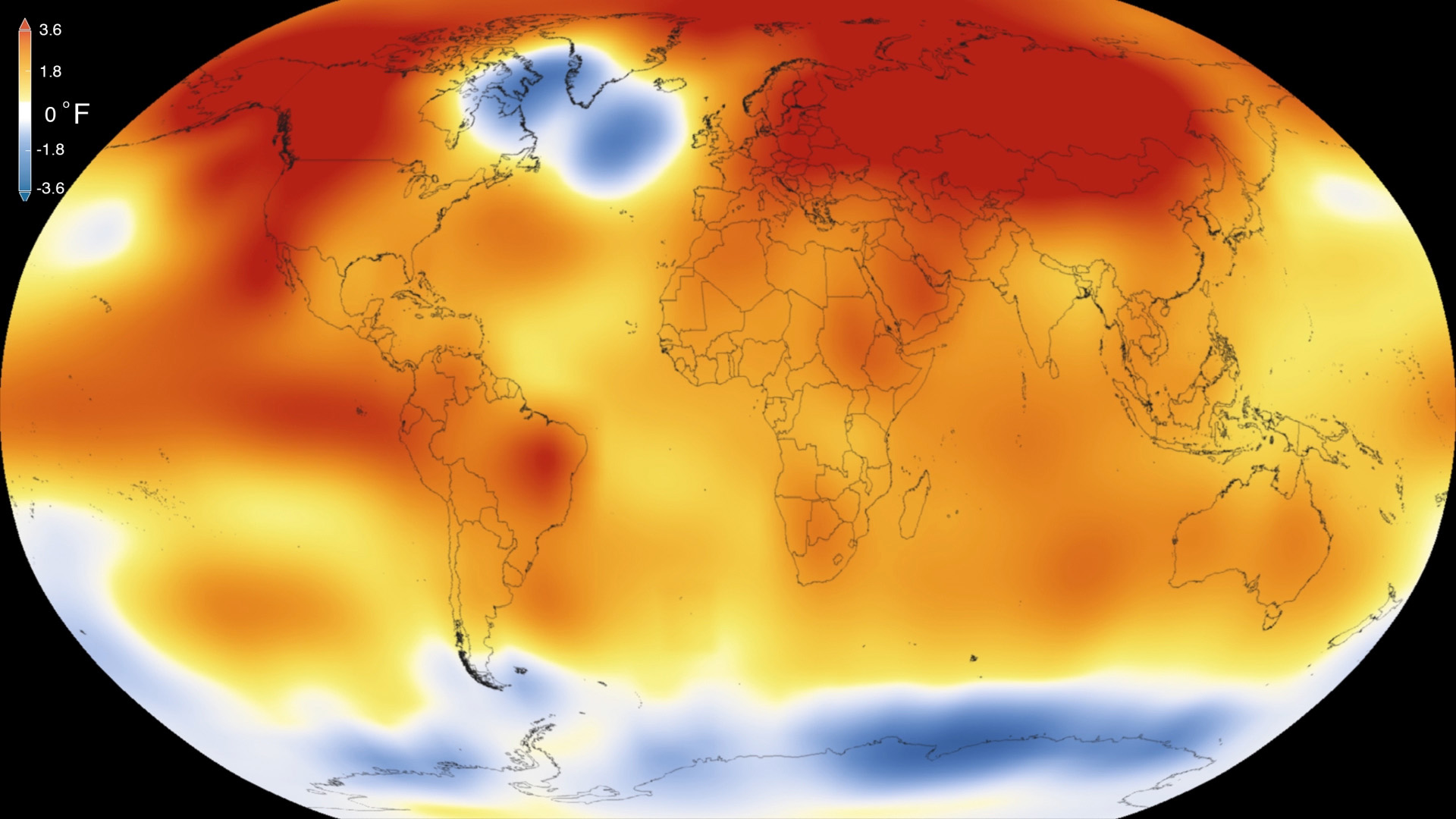
Anomalías de temperatura global para 2015 en comparación con la base del periodo 1951-1980.

   "... virtualmente todas las filosofías, valores e instituciones típicas de la sociedad moderna son el fruto exuberante de una era de aparentemente infinita abundancia. El retorno de la escasez bajo cualquier forma representa un serio desafío para la forma de vida moderna."
Ophuls es escéptico sobre la capacidad de anticipar una sociedad sostenible o una sociedad de estado estable. Afirmó:
   "Nuestra capacidad para alcanzar el nivel requerido de efectividad en la planificación es especialmente dudosa. Ya los sistemas complejos que sustentan la civilización industrial son vistos por algunos como perpetuamente al borde del colapso, las computadoras y otras panaceas para hacer frente a la complejidad parecen haber sido ampliamente sobrevaloradas, y los estilos de gestión actuales -lineales, jerárquicos, económicos- parecen estar muy mal adaptados a la naturaleza del problema ... no hay soluciones técnicas a los dilemas de la gestión ambiental, y las decisiones políticas sobre los problemas ambientales deben ser adoptadas políticamente por hombres prudentes, no por administradores científicos. En este caso, la evaluación tecnológica, el remedio propuesto para el problema político general de los efectos colaterales tecnológicos, nunca puede ser el ejercicio puramente técnico que muchos de sus defensores parecen concebir; el proceso de planificación llegará a parecerse a una lucha de poder entre los partidarios de diferentes políticas económicas, sociales y políticas".
Ophuls concluye que la especificidad prematura de la sociedad de estado estable y sus instituciones requeridas pueden ser contraproducentes:
   "... En resumen, la especificidad excesiva o prematura sobre las instituciones de la sociedad de estado estacionario no es muy útil o es un obstáculo positivo; de nuevo, la metanoia es la clave, porque generará casi automáticamente acuerdos concretos y prácticos que sean congruentes Sin embargo, un esquema general de una solución a los problemas de la escasez ecológica está implícito en el concepto del estado estacionario. Revisemos, por lo tanto, las características esenciales de una sociedad de estado estacionario."

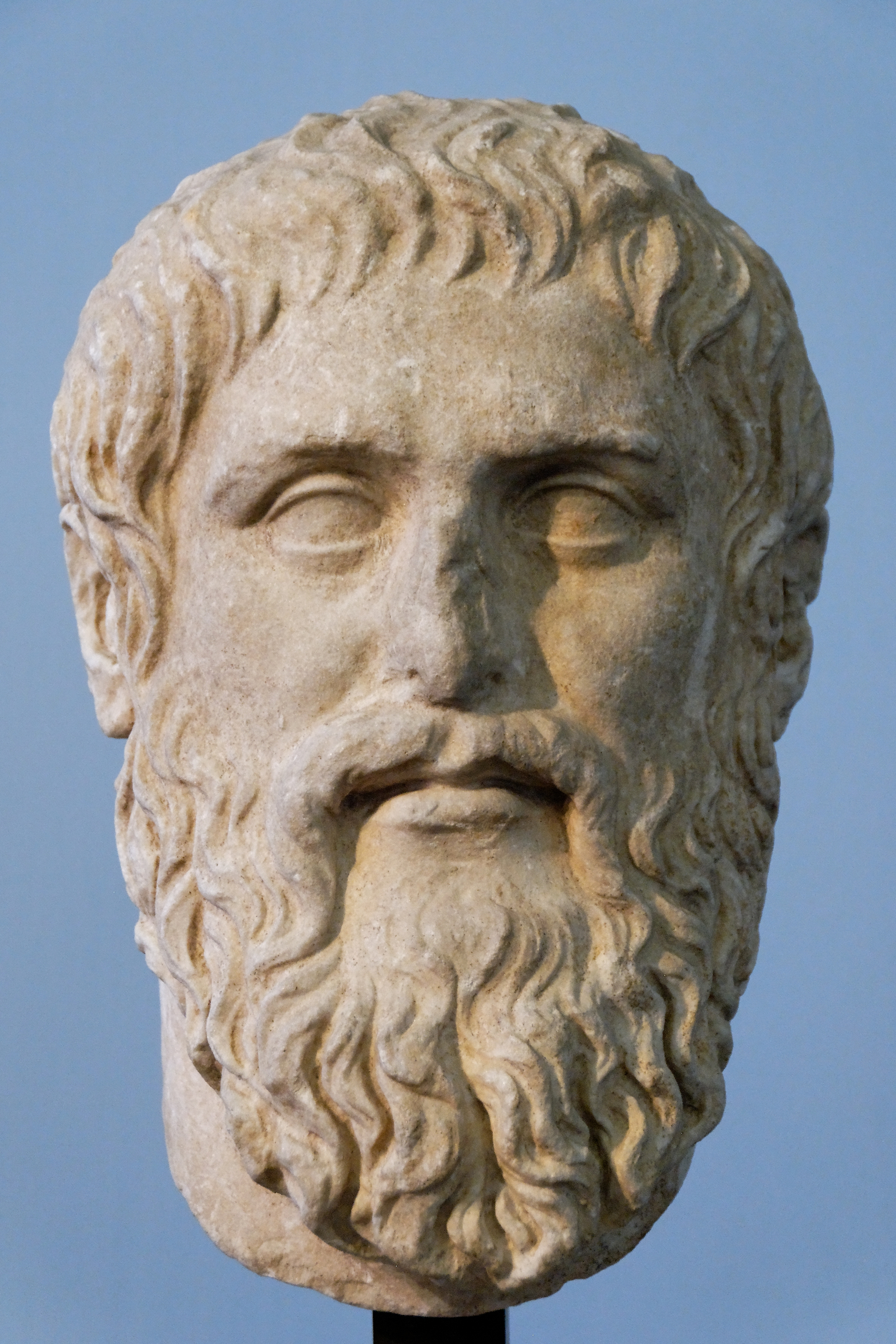
Platón de Silanio. Musei Capitolini

### La venganza de Platón: política en la era de la ecología, 2011
En su libro de 2011 La venganza de Platón: La política en la era de la ecología, Ophuls comienza con la premisa de que "la sostenibilidad es imposible". Sostiene que "estamos en un Titanic industrial, alimentado por reservas de hidrocarburos fósiles que se agotan rápidamente ... nos dirigimos hacia un futuro postindustrial que, sin importar su sofisticación tecnológica, se asemejará al pasado preindustrial en muchos aspectos importantes."
Al final, el trabajo es una súplica para "una política de conciencia esencialmente platónica dedicada al cultivo interno más que a la expansión externa y la búsqueda del crecimiento perpetuo. Entonces lograríamos un estilo de vida material e institucionalmente simple pero cultural y espiritualmente rico, uno en el que la humanidad florece en armonía con la naturaleza".

## Recepción
En respuesta a la publicación de 2011 de La venganza de Platón, Thomas Homer-Dixon escribió el siguiente refrendo:
   "Durante décadas, William Ophuls ha sido uno de los pensadores más originales del mundo sobre las implicaciones de nuestra crisis ecológica mundial para la libertad, la democracia y el orden político. En La venganza de Platón, va a la esencia de esta crisis: la profunda, tácita creencia generalizada de que la naturaleza y la sociedad no son más que máquinas, que el Estado no debería desempeñar ningún papel en el cultivo de la virtud de los ciudadanos, y que los individuos egoístas deben confiar únicamente en la razón para guiar sus vidas. Ophuls entrelaza las ideas de algunos de los más grandes pensadores que argumentan que el futuro de la humanidad está en repúblicas pequeñas y sencillas que cultivan la virtud de sus ciudadanos a través de la ley natural. Al hacerlo, destruye la sabiduría convencional y vigoriza nuestra conversación sobre el tipo de mundo que pretendemos que nuestros nietos hereden ".
En la misma línea, Robert Paehlke describió el trabajo de Ophuls como un intento de "repensar cómo las sociedades actuales y futuras podrían organizarse dada la variedad de desafíos ambientales y de sostenibilidad que enfrentamos".

## Publicaciones seleccionadas
- William Ophuls, Ecology and the politics of scarcity; prologue to a political theory of the steady state, W. H. Freeman & Co., 1977
- William Ophuls, A. Stephen Boyan, Jr, Ecology and the Politics of Scarcity Revisited; The Unraveling of the American Dream, 1992.
- William Ophuls, Requiem for modern politics : the tragedy of the enlightenment and the challenge of the new millennium, 1997
- William Ophuls, Plato’s Revenge: Politics in the Age of Ecology, MIT Press, 2011
- William Ophuls, Immoderate Greatness: Why Civilizations Fail, CreateSpace, 2012.
- William Ophuls, Sane Polity: A Pattern Language, CreateSpace, 2013.